# Parc Nacional d’Aigüestortes i Estany de Sant Maurici

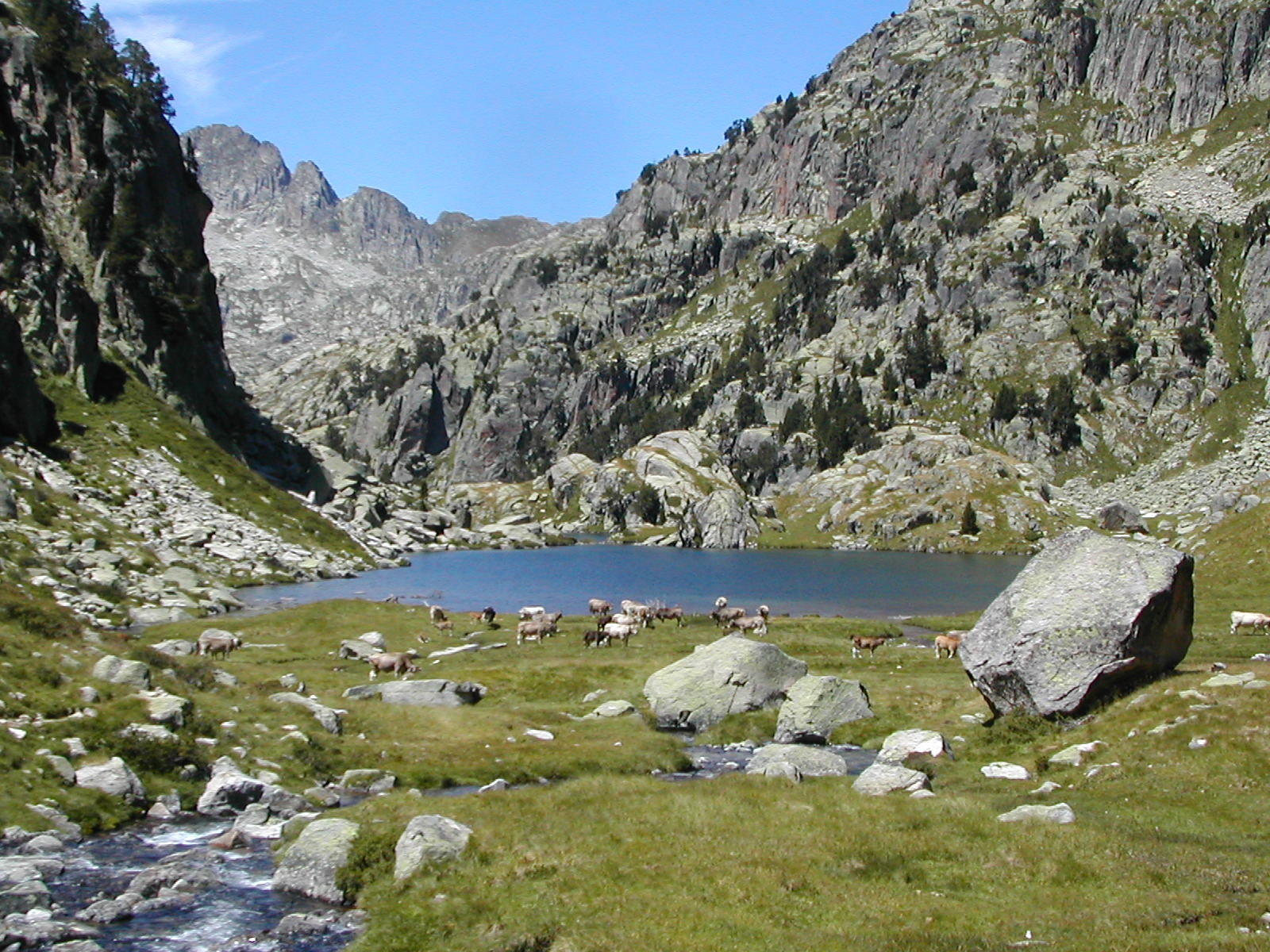
Jedno z jezior polodowcowych

Parc Nacional d’Aigüestortes i Estany de Sant Maurici (hiszp. Parque Nacional de Aigüestortes y Lago de San Mauricio) – park narodowy w Hiszpanii, jedyny park narodowy na terenie Katalonii, utworzony w 1955 roku.

## Historia
Park został utworzony dekretem z 21 października 1955 roku – był to piąty park narodowy utworzony na terenie Hiszpanii. Początkowo obejmował ochroną 98,51 km² Pirenejów. Większość gruntów była własnością prywatną i na terenach parku prowadzono działalność leśną do 1975 roku, kiedy uchwalono w Hiszpanii ustawę o obszarach chronionych. 30 marca 1988 roku ustanowiono nowe prawo zakazujące wszelkich interwencji, które mogłyby zaburzyć naturalne systemy parku. Wyznaczono wówczas również otulinę obszaru ochronnego, która gwarantowała całkowitą ochronę zasobów naturalnych parku. Obszar parku zwiększono do 102,3 km², a później w 1996 roku do 141,19 km². Jest to jedyny park narodowy na terenie Katalonii.

## Opis
Park obejmuje ochroną polodowcowy górzysty krajobraz Pirenejów. Centrum parku tworzy masyw zbudowany ze skał granitowych liczących około 300 milionów lat, otoczonych przez skały osadowe, łupki i wapienie, które uległy sfałdowaniu w okresie paleozoiku. Całość została poddana kolejnemu sfałdowaniu w okresie trzeciorzędu. W okresie czwartorzędu obszar pokryły lodowce, których działalność erozyjna wpłynęła na ostateczne ukształtowanie terenu. Około 50 tys. lat temu duże lodowce wyrzeźbiły U-kształtne doliny, pozostawiając po sobie ogromne kary i liczne jeziora. Park nazywany jest czasem „parkiem 200 jezior”.

### Flora i fauna
Z uwagi m.in. na dużą rozpiętość wysokości (1200–3029 m n.p.m.) park charakteryzuje się dużą różnorodnością biologiczną. Występują tutaj wyraźne strefy wysokościowe:
- Piętro reglowe na wysokości 1800 m porośnięte lasami liściastymi z dębem omszonym i bukiem zwyczajnym, gdzie posadzono również lasy sosnowe.
- Piętro subalpejskie na wysokości 2300–2400 m z lasami jodłowymi, a w wyższych partiach sosnowymi; polany utworzone przez człowieka pod pastwiska porastają m.in. maliny, wierzbówki i naparstnice. W lasach sosnowych występuje m.in. różanecznik alpejski, borówka czarna, jałowiec pospolity i mącznica lekarska.
- Piętro alpejskie powyżej 2400 m z alpejskimi łąkami, gdzie rosną m.in. trawy Festuca eskia, bliźniczki, goryczki i gdzie występuje Ranunculus pyrenaeus i lepnica bezłodygowa.
- Piętro subniwalne obejmuje najwyższe, skaliste części parku powyżej 2700 m, gdzie szczeliny i osłonięte zagłębienia skalne porastają m.in. storczyki i rosiczki.

Na terenie parku występuje prawie 200 gatunków kręgowców. Ssaki reprezentują m.in. kozice południowe, dziki, gronostaje, świstaki i sarny. Wśród ptaków w lasach spotkać można m.in. dzięcioła czarnego, głuszca, włochatkę zwyczajną i krzyżodzioba świerkowego, nad nagimi zboczami zobaczyć można m.in. sępa płowego, orła przedniego i orłosępa, a na łąkach alpejskich m.in. pardwę górską, płochacza halnego, śnieżkę zwyczajną i wieszczka. Wśród płazów wyróżniają się traszka pirenejska, żmija żebrowana i gniewosz plamisty. W wodach parku żyją pstrągi potokowe.